# Inondations d'octobre 2018 dans l'Aude
Des inondations se sont produites les 15 et 16 octobre 2018 dans l'Aude, et à la marge dans les départements de l'Hérault et du Tarn, à la suite d'un violent épisode méditerranéen survenu dans la nuit du dimanche 14 au lundi 15 octobre 2018. Le département de l'Aude a été le plus gravement touché par les crues de nombreux cours d'eau, en particulier les secteurs de Trèbes, Limoux et de Carcassonne, avec notamment les communes de Couffoulens, Villegailhenc, Villemoustaussou, Villalier, Villardonnel, Saint-Couat-d'Aude, Coursan, Conques-sur-Orbiel, Saint-Marcel-sur-Aude, Saint-Hilaire, Leuc, Verzeille et Ladern-sur-Lauquet. Les hauteurs d’eau ont atteint en certains endroits des niveaux jamais observés depuis 1891.
En plus d'importants dégâts matériels, 15 personnes perdent la vie au cours de cette inondation et 99 personnes sont blessées. 257 communes sont rapidement reconnues en état de catastrophe naturelle (204 dans l'Aude, 29 dans l'Hérault et 24 dans le Tarn). Les dégâts de cette catastrophe sont chiffrés un an après à environ 256 M€ , rappelant la catastrophe de novembre 1999 qui avait coûté à l’époque 330 M€ et pour laquelle 443 communes avaient été sinistrées et 31 victimes étaient à déplorer.

## Description

### Contexte météorologique

Cumuls de pluie à la suite de l'épisode méditerranéen des 14 et 15 octobre 2018.

L'ex-ouragan Leslie transformé en tempête post-tropicale atteint les côtes du Portugal le 14 octobre au matin. Il s'agit du plus puissant cyclone tropical atteignant le Portugal depuis 1842. Son passage dégradé sur l'Espagne jusqu'à la Catalogne provoque des fortes remontées d'air doux et ré-humidifié venant de la mer Méditerranée, du Golfe du Lion, car d'une part un anticyclone résistait à l'Est depuis la Tunisie jusqu'à la Scandinavie et d'autre part la température de la mer Méditerranée était anormalement élevée pour l'époque. Par ailleurs une circulation froide descendait sur le golfe de Gascogne. Ces remontées méditerranéennes très instables et fortement pluvieuses et orageuses se retrouvent ralenties, puis bloquées, en Occitanie et surtout en Languedoc-Roussillon au pied de la montagne Noire.
Dans l'Aude, l'axe de précipitations, long d'une quarantaine de kilomètres et large de moins de 10 kilomètres, s'étend du sud-est de Carcassonne au bassin-versant de l'Orbiel et du Trapel. Des cumuls exceptionnels sont constatés à la station du service de prévision des crues de Trèbes : 295,5 mm en 11 heures  (du dimanche 22 heures au lundi 9 heures locales), dont 243,5 mm cumulés en 6 heures avec un pic de 110,5 mm en 2 heures (entre 3 et 5 heures locales) ,. Les précipitations ont été également remarquables dans le Tarn, représentant souvent entre un mois et un mois-et-demi de pluie (302 mm à Murat-sur-Vèbre ou 280 mm Labastide-Rouairoux) ou dans l'Hérault (364 mm à La Salvetat-sur-Agout ou 293 mm à Saint-Gervais-sur-Mare, sur les reliefs du Haut-Languedoc).

### Conséquences hydrologiques

Hydrogramme de la station de Trèbes pour la période du 14 au 18 octobre 2018.

Ces intenses précipitations provoquent très rapidement au matin du 15 octobre une crue des cours d'eau affluents de l'Aude (Orbiel notamment, mais aussi le Fresquel, le Trapel) en rive gauche et l'Orbieu en rive droite) puis une crue de niveau centennal de l'Aude moyenne. À la station hydrométrique de Trèbes, sur le tronçon « Vallée centrale de l'Aude », la crue commence le 15 octobre vers 0 h avec une hauteur de 0.39 m, et le pic de crue est atteint très rapidement au petit matin du même jour à 8 h avec une hauteur de 7,66 m, soit une élévation de 7,27 m en 8 heures. Le pic de crue approche de près de 30 cm le record historique de cette station atteint lors de la crue du 25 octobre 1891 avec 7,95 m.
Plus à l'aval, sur le tronçon des « Basses plaines de l'Aude », à Coursan, l'hydrogramme présente un plateau de crue à plus de 8 m se maintenant entre le 15 octobre 14 h (avec 8.10 m) et le 16 octobre 16 h (avec 8.09 m), soit pendant 26 heures, avec un maximum de 8,5 m entre 23 h et 3 h, avec un débit passant de 23 m3/s à plus de 600 m3/s en 8 heures. Cette hauteur est légèrement supérieure à celle de la plus haute crue référencée jusqu'alors (le 11 octobre 2010) sur cette station de jaugeage.
Avec la puissance des courants, de nombreux objets, des monticules de bois arrachés aux berges, troncs, des branchages sont charriés et viennent s'accumuler en certains endroits formant des embâcles et contribuant à augmenter la dangerosité des crues.

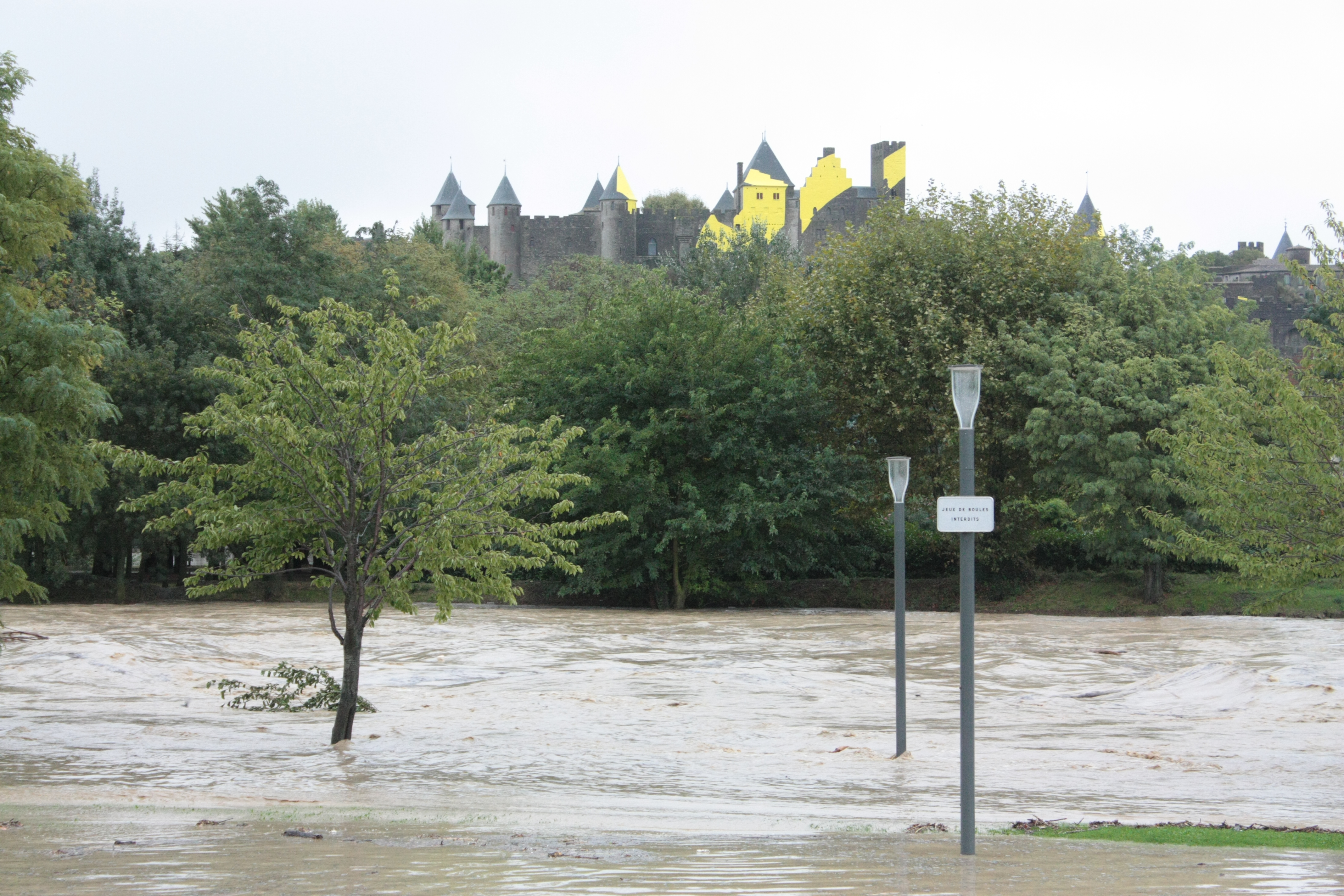
15 octobre 2018, 9h31 - Carcassonne,  les berges du quai Bellevue sont sous l'eau.
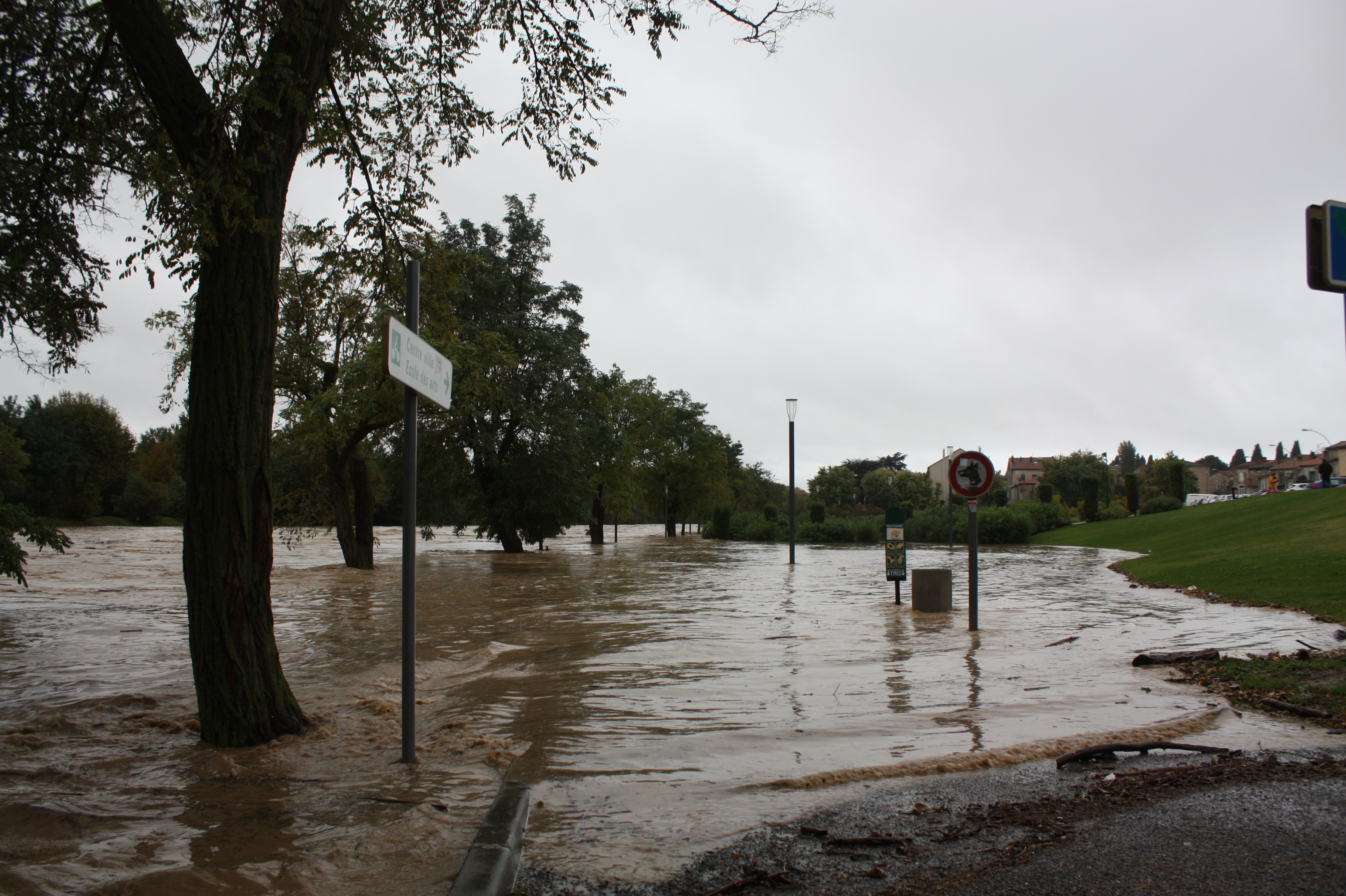
15 octobre 2018, 9h34 - Carcassonne,  les berges du quai Bellevue sont sous l'eau.
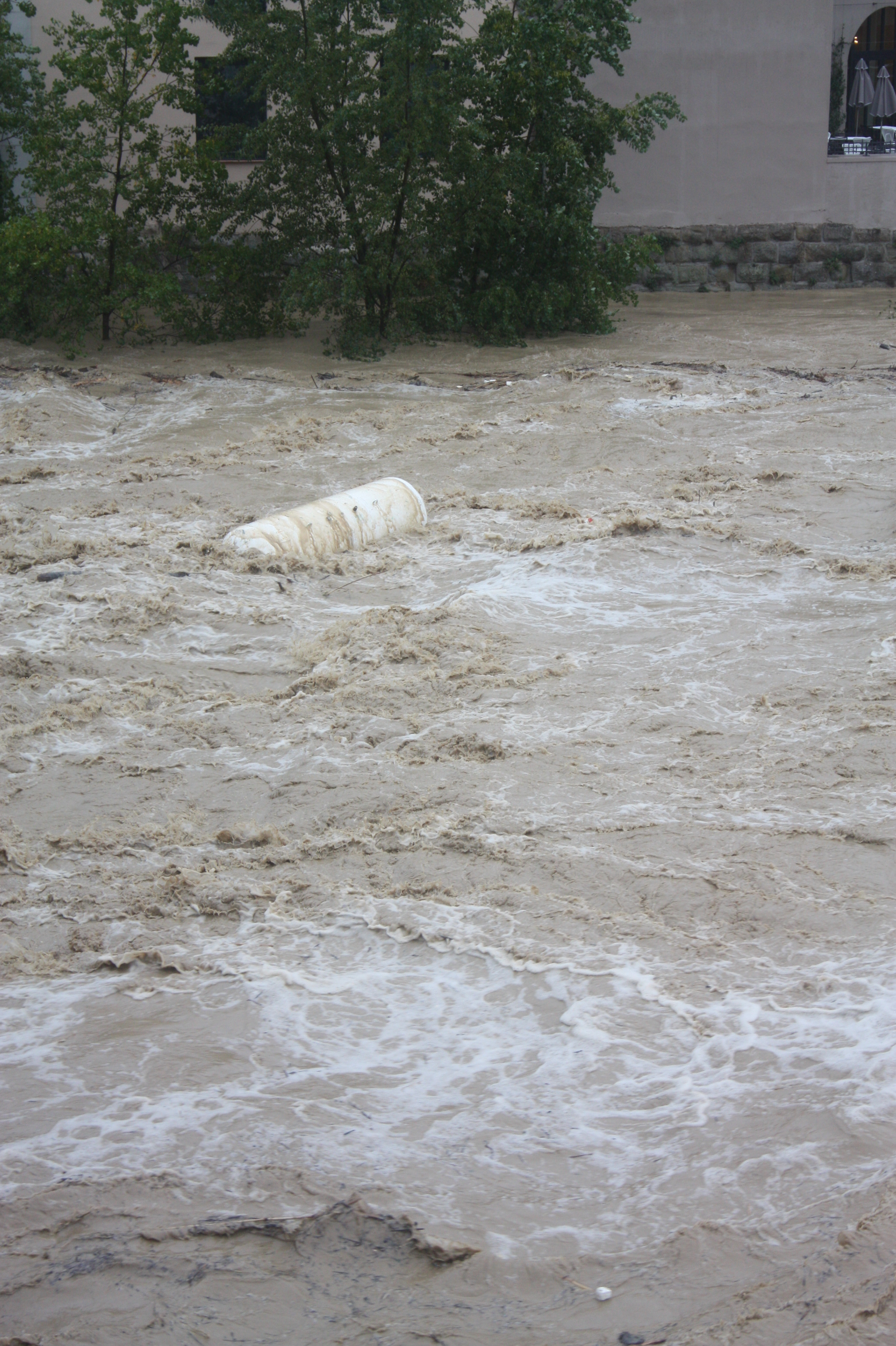
Des débris sont charriés (cumulus).
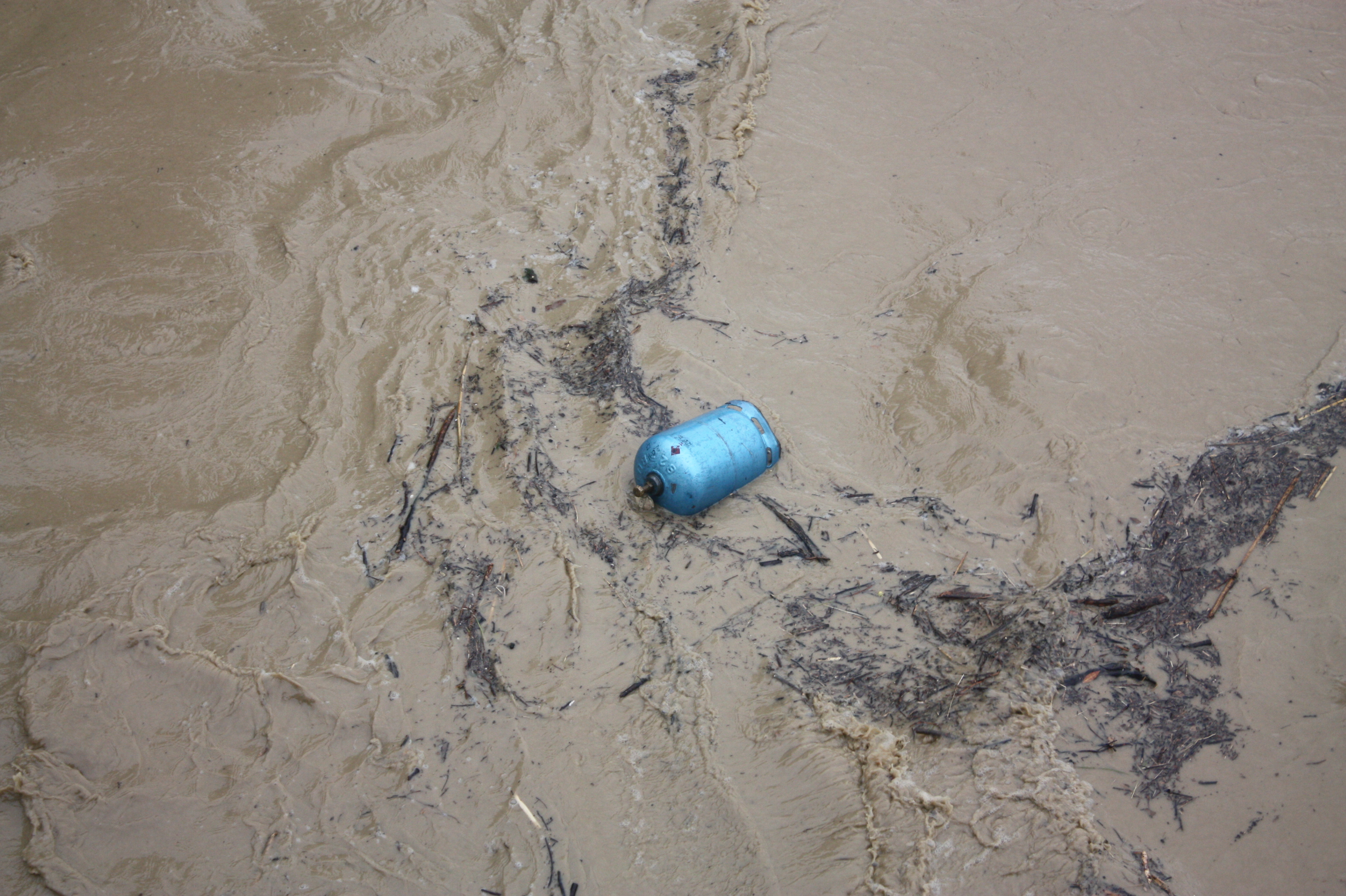
Carcassonne, une bouteille de gaz échouée.

## Vigilance et alerte

### Vigilance météorologique

Carte de vigilance MeteoFrance du 15 octobre 2018 à 11h00.

La vigilance météorologique constitue un dispositif d’avertissement et d’aide à la décision destiné aux pouvoirs publics ainsi qu’au grand public. Météo-France élabore ainsi, depuis 2001, une “carte de vigilance météorologique” actualisée systématiquement deux fois par jour, destinée, le cas échéant, à attirer l’attention du public et des autorités sur la possibilité d’occurrence d’un phénomène météorologique “dangereux” dans les 24 heures qui suivent son émission
Les phénomènes susceptibles de générer des inondations sont identifiés par la vigilance “pluie-inondation”, “inondation”, “vagues-submersion” et “orages”.  Le lundi 15 octobre 2018 à 6 h du matin, Météo-France lance une vigilance rouge pluie-inondation sur le département de l'Aude. Cette vigilance est levée à 11 h et réévaluée en vigilance rouge pour les crues. De nombreux médias soulignent l'aspect tardif de la mise en vigilance rouge puisque à cette heure l'Aude était déjà à son pic de crue en certains endroits et que les inondations étaient déjà en cours .
Le porte-parole du ministère de l'Intérieur, Frédéric de Lanouvelle, évoque en outre « une fragilité » dans le système de vigilance de Météo-France au niveau de la vigilance orange qui est très souvent utilisée et qui n'est plus prise en compte par la population quand il y a un vrai problème,. Ce point de polémique affirmé à chaud et relayant la parole des élus et des inondés est néanmoins à mettre en rapport avec la réalité de cette vigilance orange : dans le département de l'Aude, ce n'était que la 4è fois de l'année  qu'une vigilance orange pour pluie-inondation était mise en oeuvre, et seulement la deuxième de l'automne. La première vigilance de l'automne datait de la semaine précédente avec des pluies importantes (près de 100 mm dans le Minervois) qui aurait dû éveiller beaucoup plus l'attention des responsables locaux. Le contenu du bulletin de vigilance orange, publié à 10h20 le dimanche 14 octobre était suffisamment explicite pour ne pas le considérer comme anodin. Extrait de ce bulletin : "Episode méditerranéen actif nécessitant une vigilance particulière au vu des cumuls attendus [...] sur le Sud du Tarn 40 à 60 mm; localement 100 à 120 mm sur le relief (Monts de Lacaune, Montagne Noire), sur l'Hérault, l'Aude et les Pyrénées Orientales de l'ordre de 100 à 120 mm localement 150 mm en plaine et jusqu'à 180 mm sur les zones de relief sur une période de 24h."
Les prévisions de pluie ont été révisées à la hausse en soirée du dimanche (jusqu'à 250 mm annoncé).

### Vigilance crues

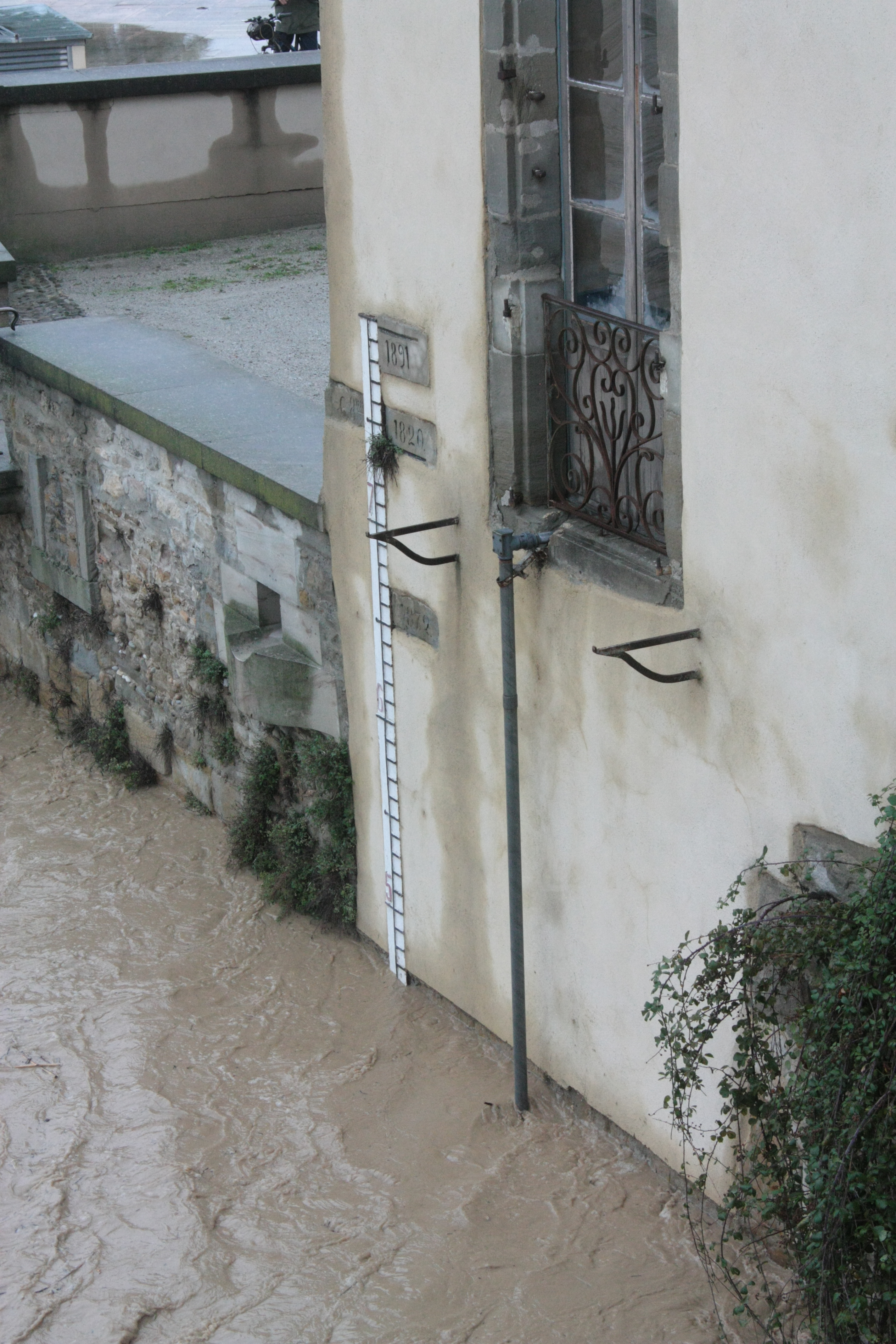
Échelle de crue à Carcassonne - 15 octobre 2018, 9h41 - l'Aude est en crue.

La vigilance “crues” est quant à elle assurée par les Services de prévisions des crues (SPC) dont l’action est coordonnée par le Service central d'hydrométéorologie et d'appui à la prévision des inondations (SCHAPI). 
Les principaux cours d'eau font l’objet d’une surveillance par les SPC. Une carte de vigilance est diffusée aux institutions et acteurs susceptibles d’être concernés en cas de crise (préfectures, SDIS, DDT, opérateurs de réseaux…). Elle est également mise à disposition du public via le site Vigicrues à l’adresse www.vigicrues.gouv.fr. Elle permet en principe de connaître la prévision du niveau ou du débit des principaux cours d'eau à une échéance donnée (entre 3 et 6 h). Le CEPRI souligne néanmoins les limites du dispositif car seule une petite partie des cours d'eau est surveillée. Ainsi, pour la seule région Languedoc-Roussillon, la moitié des 63 décès recensés entre 1996 et 2006 ont eu lieu sur des bassins versants non surveillés par les services d'annonces de crues .
Le problème est identifié dans le bassin de l'Aude depuis la dernière crue de novembre 1999 et constitue d'ailleurs un axe d'amélioration défini dans le premier Programmes d'actions de prévention des inondations (PAPI) couvrant le bassin de l'Aude pour la période 2006-2014 (PAPI I)
. 
Néanmoins cet axe n'a pas pu être mis en œuvre sur la période . Il a été reconduit dans le PAPI II courant sur la période 2015-2020
,.

### Alerte
Au-delà de la mise en vigilance, se situe l'alerte physique même des services (collectivités en particulier) et de la population, par message audio, papier ou numérique ou par sirène.
L'alerte n'est que la suite logique des éléments de vigilance et de prévision. L'alerte est du ressort du maire au niveau local et du préfet au niveau départemental. Plus la potentielle crue est anticipée et préparée, plus sa gestion est facilité. Si on lance l'alerte quand on a les pieds dans l'eau, c'est trop tard.

## Organisation des secours et assistance aux victimes

### Gestion de crise et organisation des secours
En application du dispositif Orsec, le Centre opérationnel départemental (COD) est activé en préfecture le lundi 15 octobre 2018 dès 2 heures du matin, sous le commandement du Préfet, directeur des opérations de secours. Deux postes de commandement opérationnels (PCO) sont installés respectivement à Conques-sur-Orbiel et à Villemoustaussou. Le dispositif de recherche et de secours et de sécurisation des zones sinistrées et des déplacements de personnes comprend des forces de l'ordre (gendarmes et policiers) et des sapeurs-pompiers
,
.
Le Groupement de gendarmerie de l'Aude (GGD 11) engage quelque 200 militaires, dont sa brigade nautique, aux côtés et en coordination avec les services de secours. Ils sont appuyés par différentes brigades nautiques en provenance des départements des Pyrénées-Orientales, de l'Hérault et du Gard ainsi que par le peloton de surveillance maritime et portuaire de Port-de-Bouc (13). Viennent ensuite des renforts de la région de gendarmerie et trois pelotons de l’escadron de gendarmerie mobile 14/6 de Perpignan .
Le service départemental d’incendie et de secours de l'Aude mobilise quant à lui près de 300 pompiers durant la semaine qui suit la catastrophe et reçoit l'appui de 450 autres envoyés en renfort par d'autres départements (21 du Tarn-et-Garonne, 28 du Var, 20 des Hautes-Pyrénées, 8 de la Corrèze, etc.), totalisant ainsi 750 pompiers mobilisés.
Dès 7 heures du matin, le préfet prend un arrêté de fermeture des établissements scolaires du département et d’interdiction de circulation des transports scolaires . Le village de Pezens est entièrement évacué sur décision préfectorale, de même qu’un camping à Narbonne-plage ou encore le quartier de l'Estagnol, à Cuxac-d’Aude. Une dizaine de personnes est également évacuée à Couffoulens. Au total, près de 150 personnes doivent être évacuées sur le département et 141 hélitreuillages sont effectués dans la journée du 15 octobre 2018.

### Solidarité et relogement
Dès le lendemain de la catastrophe, un élan de solidarité exceptionnel se met en place pour aider les sinistrés tant dans le nettoyage des biens souillés que dans l'apport de dons ou d'aide alimentaire,,,.
Beaucoup de personnes sinistrées sont hébergées dans un premier temps par des amis ou de la famille. Les autres trouvent refuge dans des équipements publics, comme le dojo du club de judo de Trèbes, ou dans des gîtes. Mais une solution doit être trouvée pour un hébergement provisoire de courte ou longue durée. A cette fin, la préfecture de l'Aude met en place le 19 octobre une procédure pour recueillir les demandes et les offres de logements. Afin d'accompagner les sinistrés dans leur demande de relogement ainsi que les communes dans la gestion de ces opérations, une mission de maîtrise d’œuvre urbaine sociale (MOUS) est mise en place et financée par l'État le 19 octobre. Cette mission est confiée à l'opérateur SOliHA Méditerranée pour une durée de six mois
.

### Assurances
Les assureurs se sont organisés (déclarations en ligne, équipes de terrain renforcées, mesures d'urgence), avec le mode d'emploi pour être correctement indemnisé.

## Dommages

### Communes sinistrées

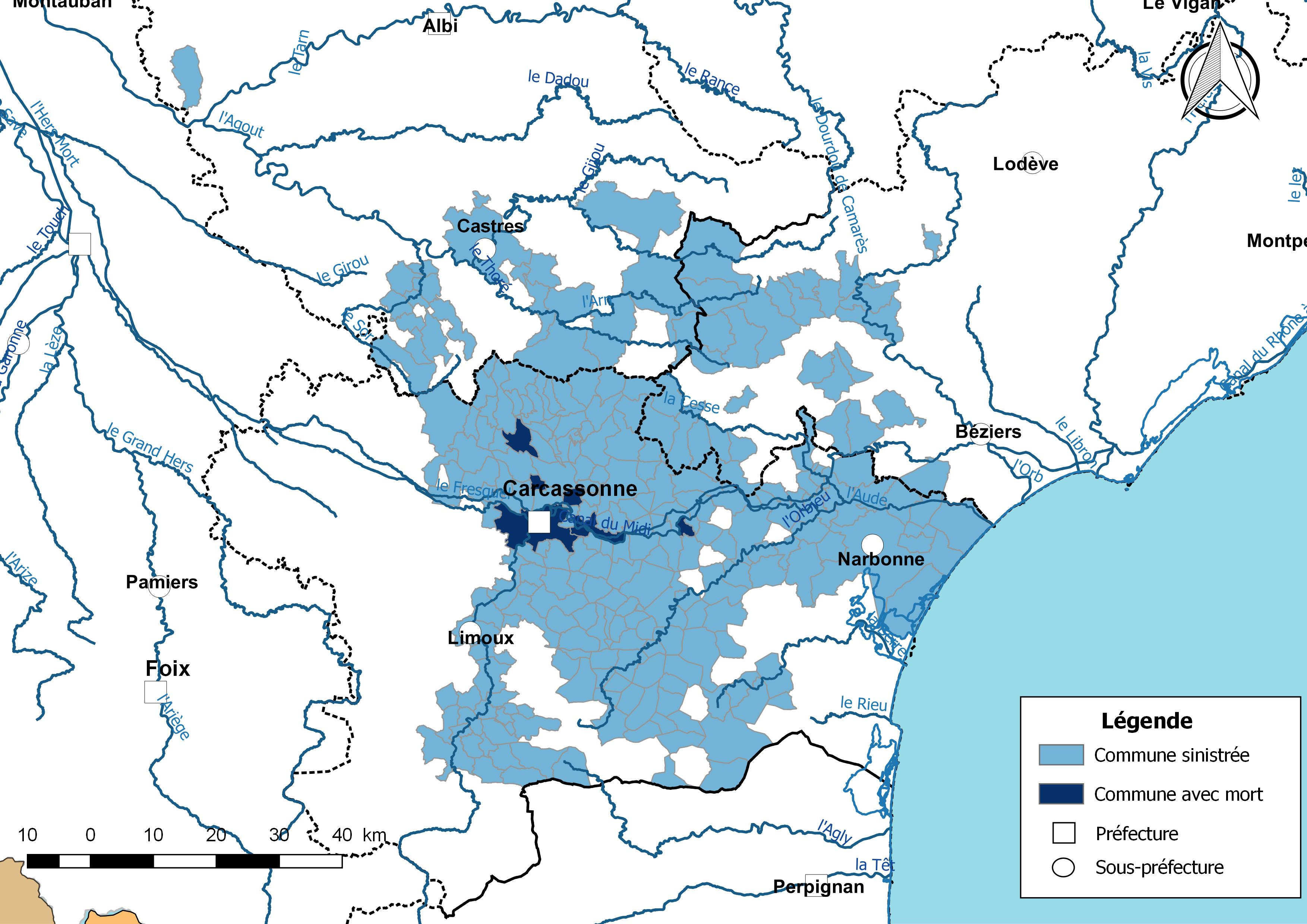
Communes sinistrées déclarées en état de catastrophe naturelle.

Deux arrêtés sont pris respectivement les 17 et 29 octobre 2018 reconnaissant 257 communes en état de catastrophe naturelle : 204 dans l'Aude, 29 dans l'Hérault et 24 dans le Tarn,.

### Dommages aux personnes
15 morts sont à déplorer, dont 6 à Trèbes, 4 à Villegailhenc, 2 à Villalier, 1 à Villardonnel, 1 à Carcassonne et 1 à Saint-Couat-d'Aude, la quinzième victime identifiée après réévaluation du bilan de 14 à 15 morts habitant à Villegailhenc. Le retour d'expérience réalisé en 2019 par des inspecteurs du Conseil général de l'environnement et du développement durable et de l'Inspection générale de l'administration n'évoque que 14 morts, dont seulement 3 à Villegailhenc. Toutefois, un rapport de 2023 sur les « Circonstances des décès dus aux Inondations » réalisé par des inspecteurs de ces deux mêmes organismes indique que le bilan est bien de 15 décès d'après les municipalités dans lesquels ces décès ont eu lieu.
Parmi les victimes, plus de la moitié sont des personnes âgées (notamment à Trèbes, Villardonnel, Villegailhenc,). En outre, 99 personnes ont été blessées.
Plusieurs villages, en tout ou en partie, ont été évacués de leurs habitants le 15 octobre : Trèbes, Villegailhenc et Villemoustaussou, Coursan ; celui de Pezens l'a été préventivement jusqu'au 16 octobre à cause d'un risque de submersion consécutif au risque de stabilité d'un barrage situé en amont. Environ 1 000 personnes ont été évacuées de chez elle et environ 250 personnes ont été prises en charge dans les centres d'hébergements ouverts par certaines communes.

### Dommages aux biens
Selon le président de la Fédération française de l'assurance, 19 000 maisons et 5700 voitures ont été touchées dans l'Aude, ce qui représente 198 M€ de dégâts. Au moins 3 maisons détruites (2 à Villegailhenc et 1 à Cuxac-Cabardès) et de très nombreuses autres endommagées. De très nombreux véhicules ont été emportés par les flots. Concernant les réseaux, plus de 10 000 habitants de l'Aude se sont retrouvés sans eau potable le lundi 15 et plus de 6 000 clients Enedis du département se sont retrouvés privés d'électricité.
Sur le plan agricole, des hectares de vignobles et de vergers sont détruits.

### Dommages aux infrastructures
Les infrastructures ont particulièrement souffert des inondations. De nombreuses routes ont été coupées (plus de 1 000 km de départementales, 50 routes totalement impraticables le 15 octobre et encore 15 le 22 octobre) par la submersion mais aussi par destruction (entre Villalier et Carcassonne (RD 620) et Conques-sur-Orbiel et Carcassonne (RD 101)). Sur les 50 routes totalement coupées et impraticables le jour des intempéries, 33 ont pu être rouvertes à la circulation dans les 5 jours qui ont suivi la catastrophe, notamment sur les secteurs du Carcassonnais, de la Vallée de l'Orbiel, du Lauquet et basses plaines de l’Aude. Quatre ponts routiers ont été détruits, (à Trèbes, le pont central de Villegailhenc, à Salsigne et à Aragon) ; Cinq autres ponts ont été endommagés (dont un dans la Haute vallée de l'Aude et un dans les Corbières). Plusieurs lignes de train ont également été endommagées et ont été temporairement fermées (entre Narbonne et Carcassonne, entre Carcassonne et Castelnaudary, entre Narbonne et Béziers).
De nombreux bâtiments publics sont endommagés. Le récent hôpital de Carcassonne a ainsi été très gravement touché. 17 collèges ont subi des avaries et 800 élèves sont encore impactés une semaine après. Une dizaine de stations d'épuration des eaux usées est à reconstruire, notamment celles de Trèbes, de Villegailhenc et de Bagnoles. Les réseaux eaux, électriques, téléphoniques et internet ont également subi des dommages.
Le barrage du lac de la Cavayère présente également quelques dégradations avec en particulier la disparition de béton sur la partie haute du barrage et nécessitera une expertise.

### Évaluation des dégâts
La Fédération française de l'assurance estime le 9 novembre 2018 le nombre de sinistres occasionnés par ces inondations à 35 000, dont 27 000 pour le seul département de l’Aude, pour un coût final avoisinant les 220 millions d'euros. Le 2 décembre 2019, plus d'un an après les inondations, cette fédération déclare que les dégâts ont occasionné près de 29 000 sinistres pour un coût estimatif global de 256 millions d’euros.

## Réactions
Dès le 15 octobre, dans l’après-midi, le chef du gouvernement, Édouard Philippe, accompagné du ministre de la transition écologique et solidaire, François de Rugy, et de la présidente de la région Occitanie, Carole Delga, se sont rendus sur zone. Le Premier ministre annonce alors la mise en place de la « procédure de catastrophe naturelle accélérée ». Le 18 octobre, l'état de catastrophe naturelle est reconnu dans 126 communes, suivi d'un deuxième le 29 octobre reconnaissant 77 communes supplémentaires dans l'Aude, 29 dans l'Hérault et 24 dans le Tarn.
Une semaine après, le 22 octobre, le Président de la République française, Emmanuel Macron, accompagné notamment du ministre de l'intérieur, Christophe Castaner et par le ministre chargé des collectivités territoriales, Sébastien Lecornu, se sont également rendus à Villalier et à Trèbes pour y rencontrer les familles de victimes et les différents corps de secours (sapeurs-pompiers, gendarmerie, police, sécurité civile) qui sont intervenus,. Il y annonce la création d'un fonds spécial dédié aux collectivités "d'au moins 80 millions d'euros",, le déblocage d'un fonds de secours d'aides d'extrême urgence pour les individus sinistrés et d'un fonds spécial versé aux commerçants et aux agriculteurs.

## Gestion post-crise et reconstruction

### Comité de pilotage et financements
Un premier comité de pilotage de gestion post-crise se tient en préfecture le 24 octobre 2018 sous la présidence du préfet Alain Thirion, entouré de André Viola, président du conseil départemental, de Patrick Maugard, président de l'association des maires de l'Aude et de Didier Codorniou, vice-président de la région Occitanie. Cette instance dresse un inventaire des projets à mettre en œuvre pour un retour à la normale le plus rapide et prend les premières mesures d'urgence. La préfet annonce qu'une mission d'évaluation des dégâts composée de deux inspecteurs généraux de l'Inspection générale de l'administration et du conseil général de l'environnement et du développement durable se rendra dans l'Aude afin d'évaluer les enjeux de la reconstruction et de donner des lignes directrices pour l'octroi des subventions.
Différents financements sont mis en place par les donneurs d'ordres afin de faciliter la reconstruction. L'État, par le biais du ministère de la cohésion des territoires et des relations avec les collectivités territoriales, débloque le 3 novembre 2018 une somme de 16 M€, une première partie des 80 M€ d'aides annoncés par le Président de la République lors de sa venue sur le terrain. La région Occitanie annonce un plan d'investissement de 25 millions d'euros et le département de l'Aude annoncent 37 millions d'euros de crédits supplémentaires, dont 20 millions sont réservés aux infrastructures.

### Infrastructures régionales
La Région entend mener des travaux d'urgence sur son patrimoine, notamment les lycées, l'aéroport de Carcassonne-Salvaza mais aussi sur la ligne SNCF Carcassonne-Limoux, qui n'a rouvert le 18 octobre que sur une seule voie et à vitesse réduite,.

### Infrastructures départementales
Selon le département, une centaine de ponts auraient été plus ou moins impactés dans le département dont quatre plus particulièrement : les ponts de Villegailhenc, emportés par les flots du Trapel, et ceux de Salsigne, de Verzeille et d'Aragon. Pour permettre un retour progressif du trafic, un pont provisoire de type « Bailey », portatif et préfabriqué avec une charpente métallique, va être installé dans le courant du mois de novembre pour remplacer temporairement le pont de Villegailhenc. Les premiers éléments de l'ouvrage arrivent le 29 octobre 2018 sur place.
17 collèges départementaux ont été endommagés pour un montant de réparation estimé à près de 500 000 €, dont 220 000 € rien que pour le collège Antoine Courrière de Cuxac-Cabardès, dont la réouverture est tout de même prévue après les vacances de la Toussaint.

### Infrastructures communales
Le comité de pilotage estime à 800 le nombre d'élèves impactés par les inondations. Des solutions pour le relogement des scolaires sont à l'étude. Un dispositif de modules préfabriqués est à l'étude début novembre.
Les réseaux communaux d'assainissement collectif ou d'approvisionnement en eau dans les zones sinistrées ont pour beaucoup été impactés, occasionnant des ruptures d'approvisionnement en eau potable. Les équipes du Département ont été mobilisées, en lien avec les intercommunalités audoises, pour dresser un état des lieux rapides des installations et faire des tests d'analyse de l'eau afin de permettre un chiffrage rapide des dégradations. Au total, 7 stations d’épuration du département ont été détruites par les intempéries. Des interventions ont été par ailleurs nécessaires pour retirer les embâcles, constituées d'accumulations de troncs, de branches et de déchets drainés par les eaux, et tous les dépôts accumulés dans de nombreuses conduites.
Les travaux communaux peuvent être subventionnés par la dotation 25 millions d'euros mise en place par la région Occitanie dans le cadre d'un plan d'investissement au sein d'un guichet unique de 62 millions d'euros entre la collectivité départementale et régionale. Au-delà des travaux de voirie, cette somme permettra de venir en aide aux communes concernant l'aide d'urgence aux sinistrés, l'aide aux entreprises et au secteur agricole.

### Indemnisation des sinistrés
Dès le 25 octobre, 1 441 personnes en difficulté dans 25 communes ont déjà bénéficié du fond secours d'extrême urgence mis en place par l’État français et le département pour un montant cumulé de 614 000 euros.

## Retour d'expérience

### Cartographie de l'événement
Plusieurs centaines de laisses de crues,  relatives à l'événement ont été relevées par les agents du Syndicat Mixte des Milieux Aquatiques et des Rivières (SMMAR), un syndicat créée en 2002 et reconnu établissement public territorial de bassin (EPTB) en 2008, chargé de la gestion du bassin versant de l'Aude, et de la Direction départementale des Territoires et de la mer de l'Aude. Ces informations permettront d'obtenir, début 2019, une première cartographie des zones sévèrement impactées.